# Aßlar
Aßlar (Ausspracheⓘ) ist eine Stadt nahe Wetzlar im mittelhessischen Lahn-Dill-Kreis.

## Geografie

### Geografische Lage
Aßlar liegt am Tal der Dill (Unteres Dilltal), die im benachbarten Wetzlar in die Lahn mündet, an der Nahtstelle des Oberwesterwaldes (Westerwald, im Westen) zu Krofdorf-Königsberger Forst und Hörre (Gladenbacher Bergland).
Ein geografischer Mittelpunkt des Lahn-Dill-Kreises, berechnet mit der Methode „Schnittpunktermittlung“, befindet sich südwestlich von Berghausen, einem Stadtteil.
Die unterschiedlichen Methoden zur Berechnung geografischer Mittelpunkte sind bei der Berechnung des Mittelpunkt Deutschlands beschrieben.

### Geologie
Die Kernstadt und der Stadtteil Werdorf liegen in der Talsohle des Dilltales, eines Muldentales. Die übrigen Stadtteile liegen entweder im Lemptal (Oberlemp, Bermoll) oder auf Erhebungen des Lahn-Dill-Berglandes (Berghausen, Bechlingen).

### Nachbargemeinden
Aßlar grenzt im Norden an die Gemeinden Mittenaar und Hohenahr, im Südosten an die Stadt Wetzlar, im Süden an die Stadt Solms sowie im Westen an die Gemeinde Ehringshausen (alle im Lahn-Dill-Kreis).

### Stadtteile
- Aßlar mit Klein-Altenstädten
- Bechlingen
- Berghausen
- Bermoll
- Oberlemp
- Werdorf

## Geschichte

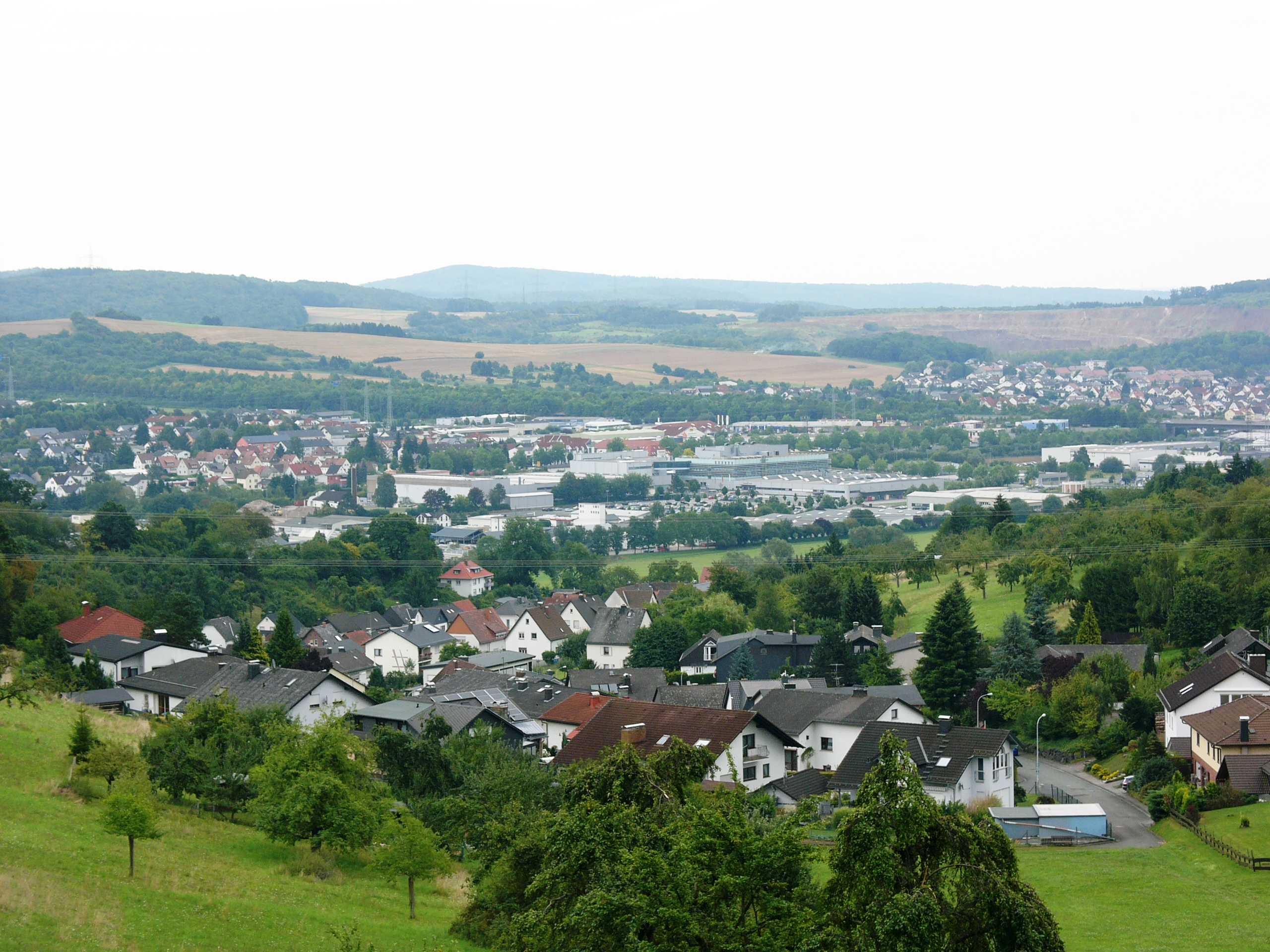
Blick auf die Kernstadt, im Vordergrund liegt Klein-Altenstädten

### Ersterwähnung
Aßlar wird im Jahre 782/783 in einer Schenkungsurkunde erstmals im Lorscher Codex erwähnt. Dort wird es als „in Aslare marca“, in der Mark Aßlar, die „in pago Logenehe“, im Lahngau, liegt, beschrieben.
Wie viele andere Orte entwickelte sich Aßlar aus einigen großen Höfen, gelegen an den Bachläufen, über die Industrialisierung vor dem Ersten Weltkrieg zu einer Größe von ca. 5.000 Einwohnern, wobei es immer mit dem am jenseitigen Dillufer gelegenen Ortsteil Klein-Altenstädten eine Gemeinde bildete. Klein-Altenstädten versuchte immer wieder unabhängig zu werden, konnte sich aber niemals vom weitaus größeren Aßlar loslösen.

### Nachkriegszeit
Mit der Aufnahme von zirka 1.500 Heimatvertriebenen nach dem Zweiten Weltkrieg und der, im Zuge der Gebietsreform in Hessen, freiwilligen Eingliederung der bis dahin selbständigen Gemeinden  Gemeinden Bechlingen, Berghausen, Bermoll, Oberlemp zum 31. Dezember 1971 wuchs die Einwohnerzahl der Gemeinde Aßlar beträchtlich. Im Zuge dessen erfolgte auch die Eingliederung von Werdorf am 1. Januar 1977 durch ein Landesgesetz und Aßlar erreichte seine jetzige Größe von zirka 4400 ha mit rund 13.700 Einwohnern. Die Verleihung der Stadtrechte erfolgte schlussendlich am 16. November 1978.
Für die eingliederten Gemeinden wurde je ein Ortsbezirk gebildet.

### Räuber
Aus Aßlar stammte der als Lumpen-Jost bekannte Räuber Johann Justus Dietz, der am 24. März 1813 in Gießen hingerichtet wurde.

### Verwaltungsgeschichte im Überblick
Die folgende Liste zeigt die Staaten und Verwaltungseinheiten, denen Aßlar angehört(e):
- 782/3: Fränkisches Reich, Lahngau (in pago Logenehe): Aslare, in marca; Haslare, in [2. Hälfte XII Jh., Codex Laureshamensis III, Nr. 3111 = 3698a]
- vor 1806: Heiliges Römisches Reich, Fürstentum Solms-Braunfels, Anteil der Grafschaft Solms, Amt Greifenstein
- ab 1806: Herzogtum Nassau,[Anm. 2] Amt Greifenstein[Anm. 3]
- ab 1816: Königreich Preußen,[Anm. 4] Provinz Großherzogtum Niederrhein, Regierungsbezirk Koblenz, Kreis Braunfels[10]
- ab 1822: Königreich Preußen, Rheinprovinz, Regierungsbezirk Koblenz, Kreis Wetzlar[Anm. 5]
- ab 1866: Norddeutscher Bund, Königreich Preußen, Rheinprovinz, Regierungsbezirk Koblenz, Kreis Wetzlar
- ab 1871: Deutsches Reich, Königreich Preußen, Rheinprovinz, Regierungsbezirk Koblenz, Kreis Wetzlar
- ab 1918: Deutsches Reich, Freistaat Preußen, Rheinprovinz, Regierungsbezirk Koblenz, Kreis Wetzlar
- ab 1932: Deutsches Reich, Freistaat Preußen, Provinz Hessen-Nassau, Regierungsbezirk Wiesbaden, Kreis Wetzlar
- ab 1944: Deutsches Reich, Freistaat Preußen, Provinz Nassau, Kreis Wetzlar
- ab 1945: Deutsches Reich, Amerikanische Besatzungszone,[Anm. 6] Groß-Hessen, Regierungsbezirk Wiesbaden, Kreis Wetzlar
- ab 1946: Deutsches Reich, Amerikanische Besatzungszone, Hessen, Regierungsbezirk Wiesbaden, Kreis Wetzlar
- ab 1949: Bundesrepublik Deutschland, Hessen, Regierungsbezirk Wiesbaden, Kreis Wetzlar
- ab 1968: Bundesrepublik Deutschland, Hessen, Regierungsbezirk Darmstadt, Kreis Wetzlar
- ab 1977: Bundesrepublik Deutschland, Hessen, Regierungsbezirk Darmstadt, Lahn-Dill-Kreis
- ab 1981: Bundesrepublik Deutschland, Hessen, Regierungsbezirk Gießen, Lahn-Dill-Kreis

## Bevölkerung

### Einwohnerstruktur 2011
Nach den Erhebungen des Zensus 2011 lebten am Stichtag dem 9. Mai 2011 in Aßlar 13.612 Einwohner.
Nach dem Lebensalter waren 2347 Einwohner unter 18 Jahren, 5847 zwischen 18 und 49, 2760 zwischen 50 und 64 und 2658 Einwohner waren älter.
Unter den Einwohnern waren 1362 (9,9 %) Ausländer, von denen 265 aus dem EU-Ausland, 853 aus anderen europäischen Ländern und 231 aus anderen Staaten kamen. Von den deutschen Einwohnern hatten 21,4 % einen Migrationshintergrund.
Die Einwohner lebten in 5665 Haushalten. Davon waren 1597 Singlehaushalte, 1744 Paare ohne Kinder und 1749 Paare mit Kindern, sowie 450 Alleinerziehende und 126 Wohngemeinschaften. In 1203 Haushalten lebten ausschließlich Senioren und in 3862 Haushaltungen lebten keine Senioren.

### Einwohnerentwicklung
| Aßlar: Einwohnerzahlen von 1834 bis 2020 | Aßlar: Einwohnerzahlen von 1834 bis 2020 | Aßlar: Einwohnerzahlen von 1834 bis 2020 | Aßlar: Einwohnerzahlen von 1834 bis 2020 | Aßlar: Einwohnerzahlen von 1834 bis 2020 |
| --- | ---------------------------------------- | ---------------------------------------- | ---------------------------------------- | ---------------------------------------- |
| Jahr |                                          |                                          |                                          | Einwohner                                |
| 1834 | 1834                                     |                                          | 929                                      | 929                                      |
| 1840 | 1840                                     |                                          | 995                                      | 995                                      |
| 1846 | 1846                                     |                                          | 1.134                                    | 1.134                                    |
| 1852 | 1852                                     |                                          | 1.141                                    | 1.141                                    |
| 1858 | 1858                                     |                                          | 1.101                                    | 1.101                                    |
| 1864 | 1864                                     |                                          | 1.137                                    | 1.137                                    |
| 1871 | 1871                                     |                                          | 1.170                                    | 1.170                                    |
| 1875 | 1875                                     |                                          | 1.210                                    | 1.210                                    |
| 1885 | 1885                                     |                                          | 1.324                                    | 1.324                                    |
| 1895 | 1895                                     |                                          | 1.580                                    | 1.580                                    |
| 1905 | 1905                                     |                                          | 2.084                                    | 2.084                                    |
| 1910 | 1910                                     |                                          | 2.422                                    | 2.422                                    |
| 1925 | 1925                                     |                                          | 2.886                                    | 2.886                                    |
| 1939 | 1939                                     |                                          | 3.781                                    | 3.781                                    |
| 1946 | 1946                                     |                                          | 4.929                                    | 4.929                                    |
| 1950 | 1950                                     |                                          | 5.101                                    | 5.101                                    |
| 1956 | 1956                                     |                                          | 5.368                                    | 5.368                                    |
| 1961 | 1961                                     |                                          | 5.802                                    | 5.802                                    |
| 1967 | 1967                                     |                                          | 6.656                                    | 6.656                                    |
| 1970 | 1970                                     |                                          | 6.874                                    | 6.874                                    |
| 1972 | 1972                                     |                                          | 9.111                                    | 9.111                                    |
| 1976 | 1976                                     |                                          | 11.442                                   | 11.442                                   |
| 1984 | 1984                                     |                                          | 11.154                                   | 11.154                                   |
| 1992 | 1992                                     |                                          | 12.792                                   | 12.792                                   |
| 2000 | 2000                                     |                                          | 14.000                                   | 14.000                                   |
| 2004 | 2004                                     |                                          | 14.023                                   | 14.023                                   |
| 2010 | 2010                                     |                                          | 13.660                                   | 13.660                                   |
| 2015 | 2015                                     |                                          | 13.700                                   | 13.700                                   |
| 2020 | 2020                                     |                                          | 13.654                                   | 13.654                                   |
| Datenquelle: Historisches Gemeindeverzeichnis für Hessen: Die Bevölkerung der Gemeinden 1834 bis 1967. Wiesbaden: Hessisches Statistisches Landesamt, 1968. Weitere Quellen: ; 1972:; 1976:; 1984:; 1992:; 2004:; 2000, 2015: 2010:; 2020: Ab 1972 einschließlich der im Zuge der Gebietsreform in Hessen eingegliederten Orte. |                                          |                                          |                                          |                                          |

## Religion

### Historische Religionszugehörigkeit
| • 1834: | 861 evangelische, 13 katholische, 55 jüdische Einwohner                                          |
| • 1961: | 4615 evangelische (= 79,54 %), 1075 katholische (= 18,53 %) Einwohner                            |
| • 1987: | 8092 evangelische (= 71,28 %), 1869 katholische (= 16,46 %), 1391 sonstige (= 12,25 %) Einwohner |
| • 2011: | 7420 evangelische (= 54,51 %), 2250 katholische (= 16,53 %), 3940 sonstige (= 28,96 %) Einwohner |

### Evangelische Kirchengemeinde
Die Evangelische Kirchengemeinde Aßlar ist die weitaus größte religiöse Vereinigung in Aßlar. Aßlar ist, wie auch die Gebiete in der Umgebung, evangelisch geprägt. Die evangelische Gemeinde hält jeden Sonntag ihre Gottesdienste in der Evangelischen Kirche zu Aßlar und dem Ev. Gemeindehaus Klein-Altenstädten

### Freie evangelische Gemeinde
In den Ortsteilen Bechlingen (FeG Bechlingen) und Bermoll (FeG Altenkirchen-Bermoll) ist jeweils eine Freie evangelische Gemeinde beheimatet. Die Gemeinden verfügen über ein vielfältiges Gemeindeprogramm und Angebote für alle Altersgruppen. Als Freikirche gehören die Freien evangelischen Gemeinden zur Vereinigung Evangelischer Freikirchen (VEF) und als Gastmitglied zur Arbeitsgemeinschaft Christlicher Kirchen (ACK).

### Katholische Kirchengemeinde
Die ehemalige Katholische Kirchengemeinde Christ König Aßlar hat zirka 2000 Mitglieder und erstreckt sich über die Orte Kernstadt Aßlar mit Klein-Altenstädten, Werdorf, Berghausen und Bechlingen und ist heute Kirchort der katholischen Pfarrei St. Anna Biebertal.

## Politik

### Stadtverordnetenversammlung
Die Kommunalwahl am 14. März 2021 lieferte folgendes Ergebnis, in Vergleich gesetzt zu früheren Kommunalwahlen:
| Sitzverteilung in der Stadtverordnetenversammlung 2021Insgesamt 37 Sitze - SPD: 9 - Grüne: 6 - FWG: 16 - CDU: 6 | Parteien und Wählergemeinschaften | Parteien und Wählergemeinschaften           | 2021  | 2021  | 2016  | 2016  | 2011  | 2011  | 2006  | 2006  |
| Sitzverteilung in der Stadtverordnetenversammlung 2021Insgesamt 37 Sitze - SPD: 9 - Grüne: 6 - FWG: 16 - CDU: 6 | Parteien und Wählergemeinschaften | Parteien und Wählergemeinschaften           | %     | Sitze | %     | Sitze | %     | Sitze | %     | Sitze |
| Sitzverteilung in der Stadtverordnetenversammlung 2021Insgesamt 37 Sitze - SPD: 9 - Grüne: 6 - FWG: 16 - CDU: 6 | FWG                               | Freie Wählergemeinschaft                    | 42,4  | 16    | 37,9  | 14    | 31,2  | 11    | 37,2  | 14    |
| Sitzverteilung in der Stadtverordnetenversammlung 2021Insgesamt 37 Sitze - SPD: 9 - Grüne: 6 - FWG: 16 - CDU: 6 | SPD                               | Sozialdemokratische Partei Deutschlands     | 23,3  | 9     | 28,0  | 10    | 29,6  | 11    | 28,5  | 11    |
| Sitzverteilung in der Stadtverordnetenversammlung 2021Insgesamt 37 Sitze - SPD: 9 - Grüne: 6 - FWG: 16 - CDU: 6 | Grüne                             | Bündnis 90/Die Grünen                       | 17,4  | 6     | 10,5  | 4     | 13,0  | 5     | 6,0   | 2     |
| Sitzverteilung in der Stadtverordnetenversammlung 2021Insgesamt 37 Sitze - SPD: 9 - Grüne: 6 - FWG: 16 - CDU: 6 | CDU                               | Christlich Demokratische Union Deutschlands | 17,0  | 6     | 24,2  | 9     | 25,5  | 9     | –     | –     |
| Sitzverteilung in der Stadtverordnetenversammlung 2021Insgesamt 37 Sitze - SPD: 9 - Grüne: 6 - FWG: 16 - CDU: 6 | FDP                               | Freie Demokratische Partei                  | –     | –     | –     | –     | 2,0   | 1     | 2,7   | 1     |
| Sitzverteilung in der Stadtverordnetenversammlung 2021Insgesamt 37 Sitze - SPD: 9 - Grüne: 6 - FWG: 16 - CDU: 6 | Gesamt                            | Gesamt                                      | 100,0 | 37    | 100,0 | 37    | 100,0 | 37    | 100,0 | 37    |
| Sitzverteilung in der Stadtverordnetenversammlung 2021Insgesamt 37 Sitze - SPD: 9 - Grüne: 6 - FWG: 16 - CDU: 6 | Wahlbeteiligung in %              | Wahlbeteiligung in %                        | 43,0  | 43,0  | 41,2  | 41,2  | 38,9  | 38,9  | 37,1  | 37,1  |

### Bürgermeister
Nach der hessischen Kommunalverfassung wird der Bürgermeister für eine sechsjährige Amtszeit gewählt, seit dem Jahr 1993 in einer Direktwahl, und ist Vorsitzender des Magistrats, dem in der Stadt Aßlar neben dem Bürgermeister ehrenamtlich ein Erster Stadtrat und zehn weitere Stadträte angehören. Bürgermeister ist seit dem 1. September 2019 Christian Schwarz (FWG). Der Amtsvorgänger Roland Esch (FWG) wechselte am 1. Mai 2019 als hauptamtlicher Erster Kreisbeigeordneter zum Lahn-Dill-Kreis. Danach leitete der Erste Stadtrat Ernst Holzer (SPD) die Stadtverwaltung kommissarisch und die Wahl eines neuen Bürgermeisters musste vorgezogen werden. Christian Schwarz erhielt am 23. Juni 2019 in einer Stichwahl bei 38,0 Prozent Wahlbeteiligung 62,5 Prozent der Stimmen. Es folgte eine Wiederwahl ohne Gegenkandidaten im Februar 2025.
Amtszeiten der Bürgermeister
- 2019–2031 Christian Schwarz (FWG)[31]
- 1996–2019 Roland Esch (FWG) (Amtsantritt 1. Mai 1996, Weggang am 1. Mai 2019 
als hauptamtlicher Erster Kreisbeigeordneter zum Lahn-Dill-Kreis)[32]

Nach dem bis zum 30. April 1984 über 25 Jahre lang amtierenden Bürgermeister Erwin Debus wurde eine Straße der Stadt benannt.
| Jahr           | Wahlbeteili- gung in % | Kandidaten           | Partei | Stimmen in % |
| -------------- | ---------------------- | -------------------- | ------ | ------------ |
| 2025           | 73,6                   | Christian Schwarz    | FWG    | 77,4         |
| 2019 Stichwahl | 38                     | Christian Schwarz    | FWG    | 62,5         |
| 2019 Stichwahl | 38                     | Markus Keiner        | SPD    | 37,5         |
| 2013           | 39,9                   | Roland Esch          | FWG    | 63,5         |
| 2013           | 39,9                   | Uwe Wolter           | SPD    | 36,5         |
| 2007           | 30,2                   | Roland Esch          | FWG    | 87,7         |
| 2001           | 51,8                   | Roland Esch          | FWG    | 71,8         |
| 2001           | 51,8                   | Karl Jürgen Meinecke | SPD    | 28,2         |
| 1996 Stichwahl | 52,9                   | Roland Esch          | FWG    | 60,0         |
| 1996 Stichwahl | 52,9                   | Karl Jürgen Meinecke | SPD    | 40,0         |

### Ortsbeiräte
Für das Stadtgebiet gibt es die Ortsbezirke Klein-Altenstädten, Bechlingen, Berghausen, Bermoll, Oberlemp und Werdorf. Je Ortsbezirk wird ein Ortsbeirat und Ortsvorsteher, nach Maßgabe der §§ 81 und 82 HGO und des Kommunalwahlgesetzes in der jeweils gültigen Fassung gebildet.
- Die Ortsbezirke der Stadtteile Bechlingen, Berghausen, Bermoll, Oberlemp und Werdorf werden durch die bisherigen Grenzen der eingegliederten Gemeinden begrenzt.
- Der Ortsbezirk Klein-Altenstädten umfasst die Gemarkung Klein-Altenstädten der ehemaligen Gemeinde Aßlar.

Alle Ortsbeiräte bestehen je nach Einwohnerzahl aus drei bis neun Mitgliedern. Die Wahl der Ortsbeiräte erfolgt im Rahmen der Kommunalwahlen. Der Ortsbeirat wählt eines seiner Mitglieder zum Ortsvorsteher bzw. zur Ortsvorsteherin. Für die Zusammensetzung siehe in den jeweiligen Stadtteil-Artikeln.

### Wappen
Am 28. September 1959 genehmigte der Hessische Minister des Innern das Wappen mit folgender Beschreibung:
| Wappen von Aßlar | Blasonierung: „In einem geteilten und unten gespaltenen Schild oben in Blau ein wachsender, rot bewehrter, silberner Löwe, unten vorn in Gold eine rote Raute und hinten in Rot eine goldene Haselnuss.“ |
| Wappen von Aßlar | Wappenbegründung: Das Wappen enthält oben den durch Minderung und Umkehrung der Farben geänderten Löwen der Grafen von Solms, die den zu ihrem Amt Greifenstein gehörigen Ort besaßen und dort 1587 die „Aßlarer Hütte“ als Kanonen- und Pulverfabrik errichteten. Sie wurde weitum bekannt und blieb, verbunden mit einer Drahtzieherei, bis in das 17. Jahrhundert ein großes Hüttenwerk. Die Raute als Bestandteil des Geschlechtswappens erinnert an die Herren von Bicken als Patrone und Zehntherren im Dorf. Durch die Haselnuss wird der Hinweis auf den Ortsnamen erzielt, der von „Haselar“ (d. h. Haselplatz) herrührt. |

### Städtepartnerschaften
- Seit 1966 ist Aßlar mit der südfranzösischen Stadt Saint-Ambroix im Département Gard verschwistert.
- Eine innerdeutsche Partnerschaft besteht seit 1991 mit der Stadt Jüterbog in Brandenburg.
- Die jüngste Partnerschaft Aßlars wurde im April 2019 mit der italienischen Stadt Fossato di Vico in Umbrien besiegelt.
- Freundschaftliche Kontakte bestehen überdies zu der schwedischen Stadt Borlänge.

Eine große Ehre wurde der Stadt Aßlar im Oktober 2001 zuteil. Für das Engagement der Stadt auf dem Gebiet der Verständigung innerhalb Europas verlieh der Europarat der Stadt Aßlar die Europafahne.

### Naturdenkmäler

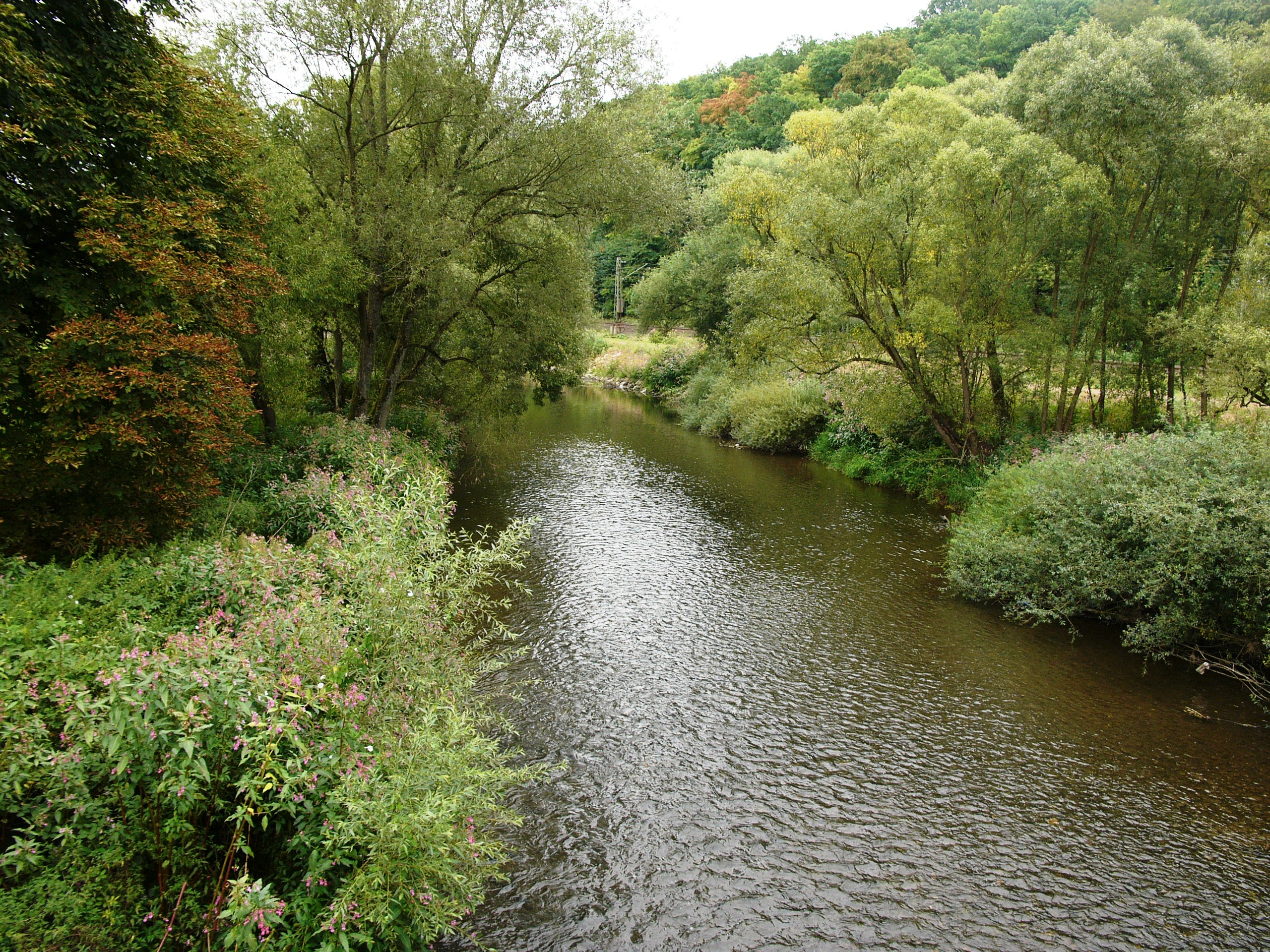
Dill zwischen Berghausen und Werdorf

## Kultur und Sehenswürdigkeiten

### Museen
- Museum für Heimatgeschichte im Werdorfer Schloss[37]
- Besucherbergwerk Grube Fortuna, unterirdisch auf der Berghausener Gemarkung[38]
- Grubenbahnmuseum der Grube Fortuna nahe dem Besucherbergwerk

### Bauwerke

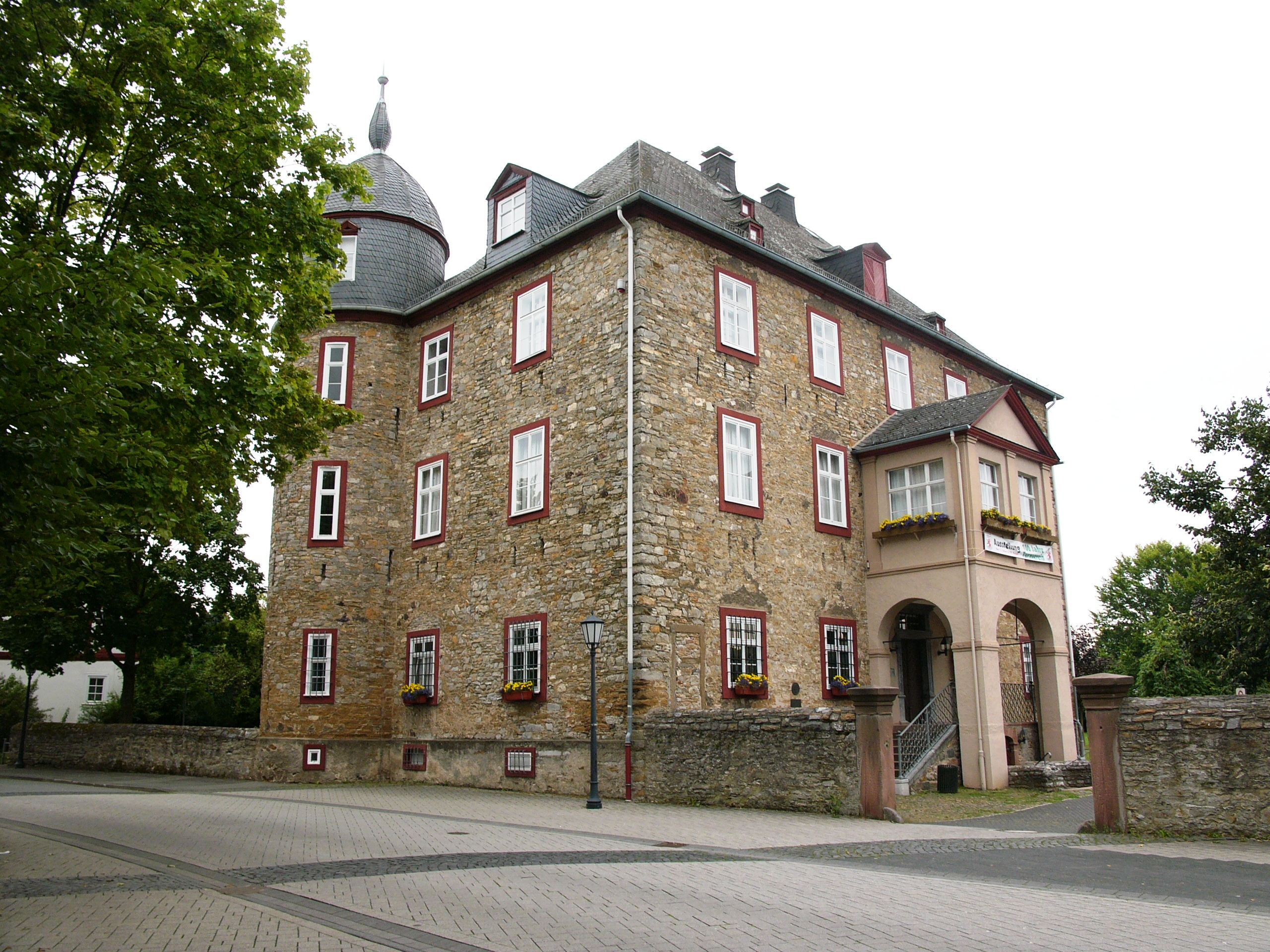
Werdorfer Schloss

Auf dem Berg nahe dem Aßlarer Marktplatz ist die Evangelische Kirche von Aßlar zu sehen. Sie ist eines der markanten Bauwerke der Stadt Aßlar.
Im Stadtteil Werdorf ist das Werdorfer Schloss zu sehen. In den Jahren 1680 bis 1700 wurde das Schloss von den Grafen Solms-Greifenstein erbaut. Es diente als Witwen- sowie als Sommersitz für die gräfliche Familie.

## Wirtschaft und Infrastruktur

### Bildung
Die Stadt Aßlar besitzt drei allgemeinbildende Schulen in ihrem Gebiet. Die Schüler des Stadtteils Werdorf besuchen nach der vierten Klasse in der Regel die Gesamtschule im nahen Ehringshausen anstatt der Alexander-von-Humboldt-Schule Aßlar. Dafür wird die Alexander-von-Humboldt-Schule Aßlar normalerweise von Schülern des zur Stadt Wetzlar gehörenden Hermannsteins besucht.
Von der ersten bis zur vierten Jahrgangsstufe:
- Grundschule Aßlar
- Grundschule Werdorf

Von der fünften bis zur zehnten Jahrgangsstufe:
- Alexander-von-Humboldt-Schule Aßlar

### Verkehr
Aßlar ist über die A 480 (AS Wetzlar-Nord/Aßlar) an die A 45 angeschlossen. Weiterhin ist Aßlar über die B 277 aus Richtung Wetzlar/Dillenburg gut zu erreichen.
Aßlar liegt an der Dillstrecke und verfügt über einen Bahnhof und einen Haltepunkt im Stadtteil Werdorf. Etwa 1 km nordwestlich von Aßlar befindet sich auf einem Ausläufer des Westerwaldes das Segelfluggelände Aßlarer Hütte.

### Ansässige Unternehmen
Aßlar ist Unternehmenssitz des börsennotierten Vakuumtechnologieherstellers Pfeiffer Vacuum mit ca. 3400 Mitarbeitern (Stand 2021) weltweit.
Auch durch die Lage im weiteren Einzugsbereich des Rhein-Main-Gebiets ist Aßlar ein attraktiver Standort. Zu nennen sind hier vor allem noch der Solarsystemanbieter und Modulhersteller FiveStarEnergy, bda connectivity GmbH (ehemals bedea Berkenhoff und Drebes (Drahterzeugnisse)), die Großbäckerei Moos, Howeld Schweißtechnik, Buderus Schleiftechnik, Gerth Medien GmbH (Buch- und Musikverlag), Bögl Reitz GmbH (Maschinenbau und Anlagenindustrie) sowie im Ortsteil Berghausen die Seil- und Netzfabrik Manfred Huck GmbH. Im Ortsteil Werdorf sind zudem das KI-Unternehmen Helm & Nagel GmbH mit der KI-Software Konfuzio und die Produktion der Klaus Enders GmbH (Medizintechnik und Feinmechanik) angesiedelt.

### Freizeitmöglichkeiten
Die Palette der Freizeitgestaltung reicht über zirka 80 Vereine mit kulturellen und sportlichen Angeboten bis hin zu Grillplätzen und Wanderwegen sowie einem Thermalsolebad, die Laguna Aßlar, das in Mittelhessen so nicht noch einmal zu finden ist. Eine Stadthalle, Dorfgemeinschaftshäuser bzw. eine Mehrzweckhalle (Berghausen) sind in den Stadtteilen der Stadt Aßlar ebenfalls zu finden.

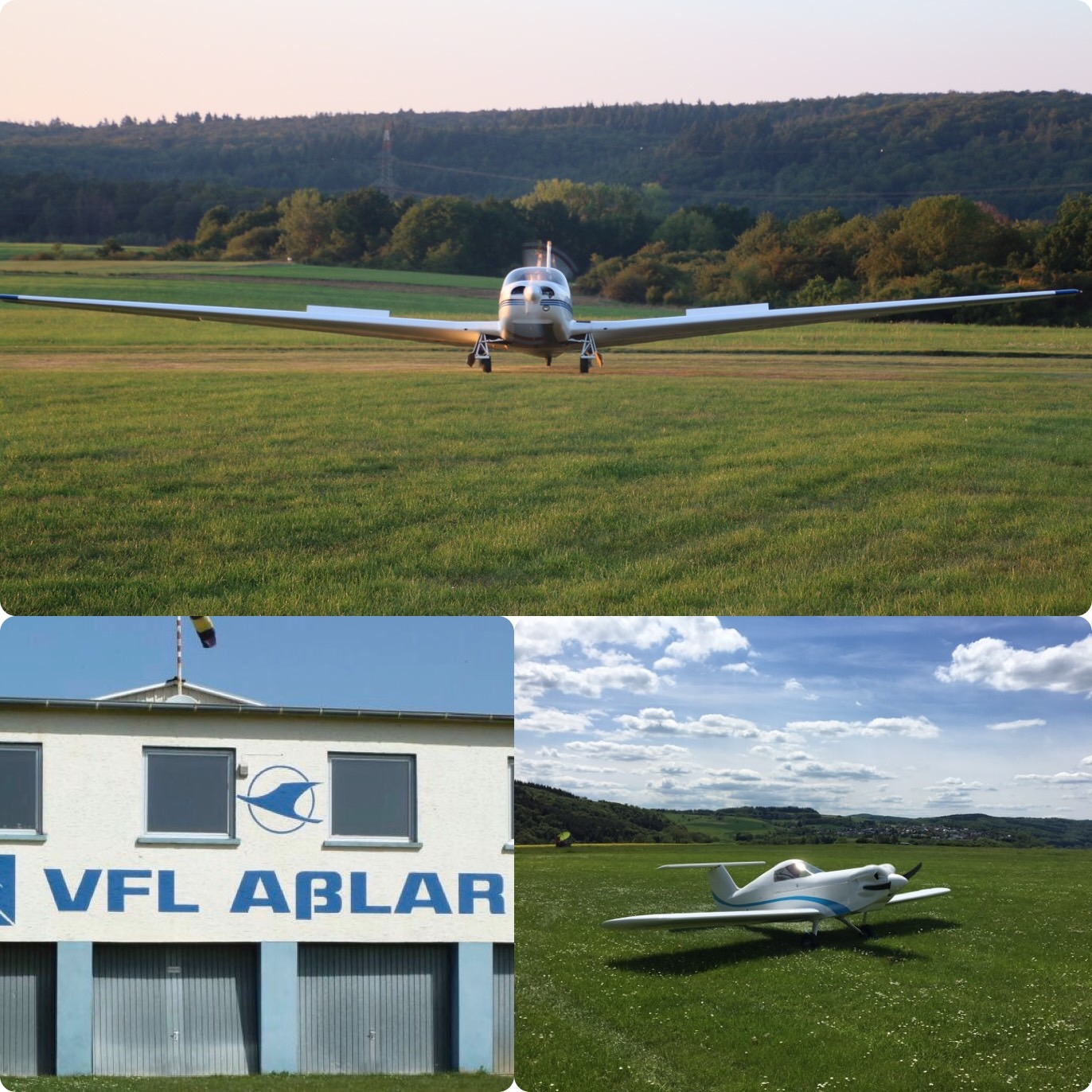
Flugplatz Aßlar

Am Grasflugplatz in Aßlar sind drei Vereine zugelassen. Im VFL Aßlar kann man mit Segelflugzeugen, Trikes, Motorseglern und Ultraleichtflugzeugen fliegen. Die vereinsinterne Flugschule ermöglicht die Ausbildung zum Beispiel für die Leichtluftfahrzeug-Pilotenlizenz (LAPL (A)). Neben Modell- und Drohnenflug kann man über eine elektrische Winde auch Gleitschirm fliegen; Windenkurse und Tandemflüge werden angeboten.

### Sonstiges
- Sender Klein Altenstädten

## Persönlichkeiten

### Söhne und Töchter der Stadt
- Philipp Schweitzer (1683–1754), geboren im heutigen Stadtteil Werdorf, Glockengießer
- Johann Justus Dietz (1789–1813), Räuber, Mitglieder der Wetterauer Gaunergesellschaft
- Philipp Rincker (1795–1868), Glockengießer und Landtagsabgeordneter
- Lili Droescher (1871–1944), Sozialpädagogin, Lehrerin und Kindergärtnerin
- Günter Gattermann (1929–2018), Bibliothekar und Historiker
- Günther Schneider (* 1955), geboren in Werdorf, Politiker, Staatssekretär in Sachsen
- Hans-Ulrich Prokosch (* 1958), Medizininformatiker und Hochschullehrer
- Erwin Göbel (* 1959), Diplom-Kaufmann und Fußballfunktionär
- Elke Künholz (* 1959), Politikerin (SPD), Abgeordnete im Hessischen Landtag
- Matthias Haufer (* 1980), Basketballfunktionär

### Mit Aßlar verbunden
- Willi Bernhardt (1928–2020), Unternehmer und Funktionär im Zentralverband Deutsches Kraftfahrzeuggewerbe, lebte in Aßlar
- Cirsten Kunz (* 1981), Politikerin (SPD), war Mitglied der Stadtverordnetenversammlung von Aßlar